# Tamponatura

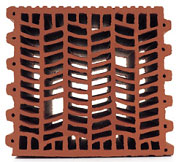
Blocco in termolaterizio per tamponatura

La tamponatura o muro di tompagno o tamponamento è la parete portata di chiusura perimetrale di un fabbricato costruito con una struttura intelaiata tridimensionale (generalmente in acciaio o in calcestruzzo armato).
La funzione portante quindi è assicurata dal telaio strutturale – e quella di separazione tra spazio interno e spazio esterno, dalla tamponatura che va a riempire i riquadri dei telai esterni. La tamponatura ha come unica funzione statica quella di portare il proprio peso.
La tamponatura è una chiusura verticale esterna esterna del tipo opaco. Nella categoria dei muri, in edilizia si differenzia dal tramezzo – anch'esso non portante, che serve a separare due spazi interni, e dal muro portante – che svolge anche funzioni statiche, oltre a svolgere le stesse funzioni della tamponatura (separazione e protezione igro-termica e acustica dello spazio interno).

## Classificazione delle tamponature

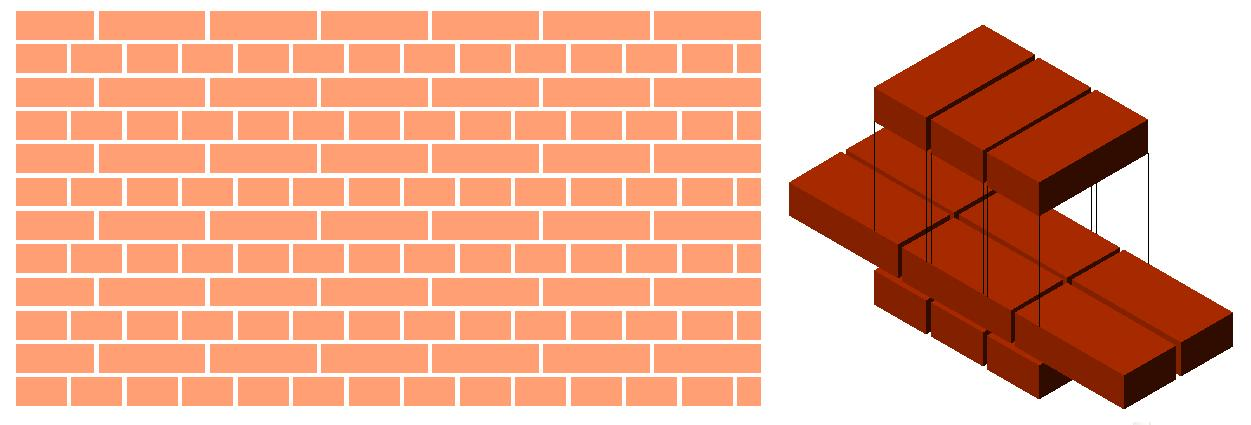
Muratura monostrato in mattoni pieni a due teste

Le tamponature possono essere classificate in vari modi secondo il rapporto con la struttura oppure secondo la loro composizione (materiali, strati, ecc.), ma non esiste un vero e proprio codice di classificazione preciso o comunemente noto.

Genericamente, in base agli strati di cui sono formate si hanno:
- tamponature monostrato o a corpo unico: formate da un unico blocco in laterizio o in calcestruzzo alveolare e da intonaco interno ed esterno;
- tamponature pluristrato o a sandwich o a corpo multiplo: Le pareti a corpo multiplo garantiscono il massimo bilanciamento delle qualità richieste alla parete stessa attraverso una più o meno spinta specializzazione delle funzioni che ogni singolo strato componente deve assolvere. Proprio per tale specializzazione alcuni strati assolvono principalmente la funzione meccanica, altri la coibenza termica (e presentano scarsa resistenza meccanica) altri infine sono inesistenti come materiali (lame d'aria). Gli schemi fondamentali di associazione sono: strato d'aria fra due strati resistenti (es. murature in blocchi di laterizio o di calcestruzzo alveolare, forati e/o pieni); strato coibente (es. lana di vetro, lana di roccia) tra due strati resistenti; strato d'aria e strato coibente fra due strati resistenti. La parete viene poi finita con l'intonaco interno ed esterno, quest'ultimo solo nel caso in cui una delle due murature non sia a faccia vista. Nel caso in cui la parete sia oggetto di fenomeni di condensa interna, che determina tra l'altro una diminuzione del potere coibente e il danneggiamento del materiale isolante, si dispone anche uno strato interno impermeabile denominato barriera al vapore (membrana di materiale impermeabile come la carta bitumata, l'alluminio, ecc.) a protezione del coibente termico.

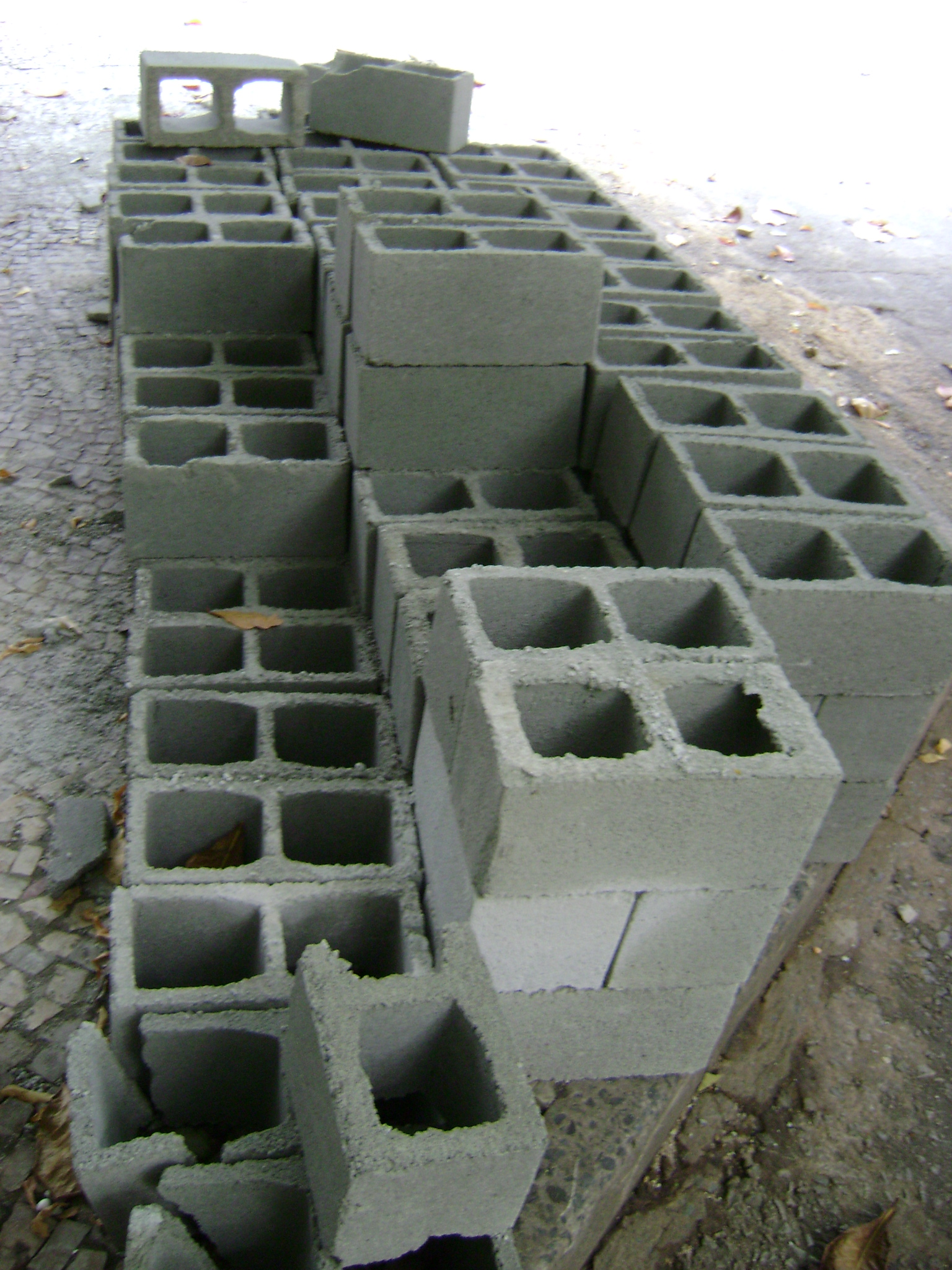
Blocchi in calcestruzzo alveolare.

- tamponature ventilate: in essa avviene la microventilazione che ha l'obiettivo di garantire le stesse condizioni di costanza nel tempo impedendo la filtrazione dell'acqua mediante uno spessore tra le due pareti d'aria. Inoltre vengono creati dei fori nel mattone stesso eliminando lo spessore del giunto di malta tra i due marcapiani.

Nel caso in cui la classificazione viene fatta seguendo il rapporto della tamponatura con la struttura portante, si hanno:
- tamponature interrotte: quelle che chiudono "a filo" esterno della struttura);
- tamponature passanti: quelle che passano davanti al lato esterno delle strutture sia orizzontali che trasversali;
- tamponature semipassanti: (solo nel caso di murature pluristrato) nelle quali uno strato esterno passa davanti alla struttura mentre uno strato interno si poggia su questa e viene quindi interrotto.

## Composizione e scopo della tamponatura
La tamponatura serve sostanzialmente a separare lo spazio architettonico esterno da quello interno, in un edificio retto da una struttura a telaio. 

Negli edifici per civile abitazione la tamponatura è di essenziale importanza per determinare la prestazione termica di un edificio, ovvero la sua capacità di contenere al suo interno il calore d'inverno e il fresco d'estate, o, più semplicemente, di limitare il più possibile lo scambio termico con l'esterno.

Oggi è necessario rispettare delle leggi che impongono agli edifici un limite massimo ammissibile della prestazione termica: nel calcolo un ruolo molto importante lo ha proprio la tamponatura (negli edifici intelaiati in acciaio o cemento armato, che, comunque, sono di gran lunga i più diffusi) e, nel calcolo a norma di legge, si deve calcolare non solo lo spessore del muro, ma anche i diversi materiali utilizzati e il loro ordine preciso di sequenza.

La tamponatura, al giorno d'oggi, può essere composta da molteplici materiali, grazie all'evoluzione delle tecniche edilizie che ci hanno portato moltissima innovazione. 

Fino a non molti anni fa la tamponatura pluristrato era essenzialmente composta da una doppia muratura di mattoni forati, quella esterna più spessa (circa 25 cm) e quella interna più snella (circa 8 cm), separati da un'intercapedine non ventilata d'aria di spessore pari a 4 cm, il tutto finito con intonaco interno ed esterno per uno spessore finale di 40 cm. 

La camera d'aria è sempre un validissimo strumento per rendere i muri di tamponatura estremamente efficaci contro lo scambio termico tra interno ed esterno, a patto che essi non superino i 5 cm di spessore, infatti al di sopra di tale spessore l'aria è in grado di produrre dei moti convettivi interni alla parete che facilitano lo scambio termico vanificando così la presenza stessa dell'intercapedine e, anzi, sono deleteri anche per l'umidità, che così può essere trasmessa dal muro esterno al muro interno.

Per migliorare la coibenza temica spesso, in sostituzione dell'intercapedine d'aria si dispone all'interno del tompagno pluristrato, uno strato di materiale coibente, ad esempio lana di vetro o lana di roccia, di circa 4 cm.
Attualmente il modo più semplice ed economico per realizzare tamponature è quella monostrato utilizzando blocchetti forati di laterizio alveolato o di calcestruzzo alveolato di ampio spessore, che, però, molto spesso non sono sufficienti a rispettare i severi canoni di legge.

Non esiste, tuttavia, il modo migliore in assoluto di fare una tamponatura: molte ditte diverse propongono il loro sistema e ogni metodologia può essere più o meno valida.
 Il fattore di scelta  è sempre il costo in relazione con la destinazione d'uso e in relazione al costo complessivo del fabbricato.

## La resistenza al passaggio dell'umidità
La tamponatura non deve solo garantire la separazione della temperatura dell'aria interna da quella dell'aria esterna, ma anche la separazione della rispettiva umidità relativa. 

Se, infatti, dentro le nostre case in inverno la condizione climatica ideale si ha con una temperatura di 20 °C con un'umidità relativa del 70% potremmo avere la temperatura esterna a 0 °C con un'umidità del 20%. 

Naturalmente, gli strati di tamponatura più vicini all'esterno avranno un'umidità interna vicina al 20% mentre gli strati più interni ne avranno una vicina al 70%. 

L'aria, però, è in grado di contenere solo una limitata quantità di acqua al suo interno, e tale quantità varia in funzione della temperatura dell'aria stessa.

Più l'aria è calda e più vapore acqueo è in grado di sostenere in sospensione: aria a 0° con un'umidità relativa del 50% contiene molta meno acqua della stessa aria a 20° con lo stesso livello di umidità.

All'interno della tamponatura, la temperatura deve andare dai 20° interni ai 0° esterni, e così l'umidità relativa deve andare dal 70% al 20%. 

In alcuni casi, può verificarsi che la temperatura all'interno di uno strato di tamponatura decresca più velocemente del tasso di umidità, creando, di fatto, delle zone in cui l'aria non è più in grado di sostenere l'umidità sospesa, anche se ci si trova all'interno del muro.

In tal caso si creano pericolosissime sacche di condensa interna al muro che possono seriamente danneggiarlo.

A tale scopo, la legge prevede che sulle tamponature venga eseguita la verifica di Glaser, che consiste in una serie di calcoli, che tengono presente la capacità di ciascun materiale di far passare calore e umidità, il cui risultato porta a un grafico da cui è possibile capire se c'è il rischio della formazione di condensa nella parete.

Le barriere al vapore, che bloccano di fatto il passaggio di umidità, non sono sempre indicate per risolvere il problema, anzi, possono addirittura produrlo quando non sarebbe presente. 

Negli edifici difficilmente si risolve un problema con interventi che in altri casi hanno prodotto risultati, perché ciascun edificio è unico nel suo genere, e ogni edificio va studiato nella sua particolare morfologia.

## Il ponte termico
A seconda del tipo di tamponatura che si ha, si possono produrre dei ponti termici tra interno ed esterno. 

Il ponte termico è una dispersione termica localizzata ossia è il punto in cui si disperde calore dall'interno verso l'esterno e viceversa. Esso può crearsi per 
- DISCONTINUITÀ MATERICA: quando in una chiusura è presente un materiale con caratteristica di continuità tra esterno ed interno con elevata conducibilìtà termica;
- DISCONTINUITÀ GEOMETRICA: si manifesta agli angoli delle chiusure perimetrali dove la superficie angolare esterna è maggiore della superficie angolare interna.

Per eliminare un ponte termico in prossimità di orizzontamenti in aggetto (balconi), essi possono essere integrati mediante raccordi speciali che isolano termicamente ma allo stesso tempo garantiscono la continuità strutturale dell'edificio. 
In inverno inoltre le parti più fredde della parete (quelle occupate dagli elementi strutturali) sono sede di fenomeni di condensa che favoriscono l'insorgere di muffe e anche di termoforesi. 

Una tamponatura passante o semipassante rappresenta un modo per evitare il ponte termico, che su una struttura intelaiata è sempre in agguato.